# Poliwci
Poliwci (ukr. Полівці) – wieś na Ukrainie, w obwodzie rówieńskim, w rejonie rówieński, w hromadzie Hoszcza. W 2001 roku liczyła 272 mieszkańców.